# متحف بنغازي القديم
متحف بنغازي القديم في مدينة بنغازي الليبية. عُد ذلك المتحف القديم أقدم متحف أنشأته إدارة الآثار الإيطالية (مصلحة الآثار لاحقاً) في البلاد وذلك في العام 1912، حيث عرضت بداخله وقتها مجموعة من الآثار التي عثر عليها وتمثلت في منحوتات وشواهد قبور من منطقة الصابري في المدينة، إضافة لمنطقة المفلوقة بسيدي حسين، كذلك ضم المتحف لاحقا مجموعة آثار ومنحوتات عثر عليها بمدينة شحات (قورينا) الأثرية قبل إنشاء متحفها الخاص.
اغلق هذا المتحف الصغير في العام 1928 عندما قامت إدارة الآثار الإيطالية بنقل الآثار إلى شحات بعد تزايد الاهتمام بها.